# Ochodaeus stridulatus
Ochodaeus stridulatus är en skalbaggsart som beskrevs av Clarke H. Scholtz och Evans 1987. Ochodaeus stridulatus ingår i släktet Ochodaeus och familjen Ochodaeidae. Inga underarter finns listade i Catalogue of Life.